# ديفيد إي. ديفيس
ديفيد إي. ديفيس (بالإنجليزية: David E. Davis)‏ هو صحفي أمريكي، ولد في 7 نوفمبر 1930 في بورنسايد في الولايات المتحدة، وتوفي في 27 مارس 2011 في يبسيلانتي في الولايات المتحدة بسبب سرطان المثانة.